# 兗州区
兗州区（えんしゅう-く）は、中華人民共和国山東省済寧市に位置する市轄区。京滬線および新兗線、兗石線が交わる交通の要衝である。
兗州の名は古代の天下九州の一つの兗州（えんしゅう）に由来し、悠久の歴史を誇る。

## 地理
兗州区は山東省西南部の魯西南平原に位置する。東には曲阜の孔子ゆかりの「三孔」を仰ぎ、西には梁山県の水滸伝ゆかりの沼沢地（梁山泊）があり、北には泰山がそびえ、南には微山湖を望むため、「東文、西武、北岱、南湖」と呼ばれる。
全市の総面積は651平方キロメートルで農地面積は60万畝ほど。泗河が南西から北東に流れ、その西北岸に兗州の中心市街地がある。昔の県城内には府河という小さな川が流れ、九仙橋や中御橋などが架かる。

## 歴史
兗州区付近には有史以前から文化が栄え、大汶口文化の主要な遺跡である王因遺跡（王因遺址）は市内の王因街道付近に存在する。
河南省東北部・河北省南部・山東省西部にまたがる地は九州の一つの兗州（えんしゅう）に属していた。兗州は「沇水」（えんすい、黄河の北を流れる済水の別名、または済水の上流部の名称）という川に由来して沇州（えんしゅう）と呼ばれたが、転じて「兗州」となった。
兗州は漢の地方区分の名称に引き継がれた。後漢の十三州の一つとしての兗州は昌邑（済寧市金郷県の西北40キロメートル）に中心を置き、その下に現在の兗州区付近を管轄する山陽郡があった。兗州は漢以降の王朝により様々に分割され再編されたが、現在の兗州区に当たる瑕丘はその中心の一つであり、唐の兗州の中心も瑕丘県に置かれた。北宋代には瑕丘県改め瑕県が襲慶府の中心となった。
金代にはこの一帯は泰寧軍と改められ、現在の兗州区にあたる嵫陽県に中心が置かれた。元代に作られた兗州も嵫陽県に中心が置かれ、明代および清代の兗州府も滋陽県に置かれた。
滋陽県の県城は1948年7月に一旦兗州市として分離したが同年12月に再度兗州市と滋陽県が合併し滋陽県となった。1962年に滋陽県から曲阜県が分かれ、この際に滋陽県は兗州県と改名した。1984年に兗州県は済寧市の下の県となり、1992年9月19日に兗州県は兗州市に改められ、2013年10月18日に兗州区に改編され現在に至っている。

## 経済・交通
兗州区は改革開放以来、豊富な石炭資源と交通の利便性を武器に経済の発展に務めてきた。2006年9月期の中国国家統計局の「全国百強県市」のリストでは、兗州市は50位から48位へと前進しており、全国百強県市に入った山東省の22の県と市の中で9位に位置している。
地下資源は豊富であり、隣接の曲阜市・鄒城市などとともに重要な石炭産地となっている。石炭の埋蔵量は200億トンを超え、年間の採掘量は2000万トンを超える。兗州区内の興隆荘炭鉱は中国国内でも最大級の現代化された炭鉱である。また地下水の量は約20億立方メートルに達し、山東省でも三本の指に入る豊かな水源であるがほとんどが未使用のままである。
兗州区は山東省から各地に向かう交通網が交わる「山東省ののど」といえる地である。北京と上海を結ぶ京滬線が南北に貫き、新兗石線が東西に貫く。また327国道、京福高速公路、日菏高速公路をはじめとする道路網が四通八達する。市内の道路総延長は630キロメートルを超え、道路の密度は全国平均の3倍に達する。

## 行政区画
下部に9街道、6鎮を管轄する。
- 街道:鼓楼街道、竜橋街道、酒仙橋街道、興隆荘街道
- 鎮:大安鎮、新駅鎮、顔店鎮、新兗鎮、漕河鎮、小孟鎮
- 済寧高新技術産業開発区
  - 洸河街道、柳行街道、接荘街道、王因街道、黄屯街道

## 名所
興隆塔は隋代に建設された高さ54m、八角十三層の楼閣式のレンガ造りの仏塔である。
少陵台は杜甫ゆかりの地である。杜甫は李白と兗州で会い、終生の友誼を交わした。杜甫は『登兗州城楼』と題した詩を書き兗州城の南楼からの眺めをうたっている。当時の兗州城は戦乱で荒廃し現存しないが、南楼の跡の崩れたレンガが積み重なってできた丘は少陵台と呼ばれ今も兗州の県城内の北寄りに位置する。
県城の東の泗河には金口壩という堰が設けられ、曲阜に向かう街道が上を通るとともに周囲の灌漑も行っている。この堰は漢代から存在し、『水経注』や李白の詩にも登場する。